# Mediaset
Mediaset SpA, cunoscută sub numele de Gruppo Mediaset în limba italiană, este o companie italiană de media, care este cel mai mare emițător comercial din țară. Fondată în 1970 de fostul prim-ministru italian Silvio Berlusconi și încă controlat astăzi, cu o participație de 38,6% de compania familiei sale (holdingul Fininvest), grupul concurează în primul rând împotriva operatorului public de radio și lider de piață RAI, La7 și corporația de știri Sky Italia.
Sediul Mediaset este în Milano, Lombardia.
Pe 5 aprilie 2013 Mediaset a intrat și în România.